# Gélase de Césarée
Pour les articles homonymes, voir Gélase.
Gélase de Césarée est un évêque et écrivain religieux palestinien de la seconde moitié du IVe siècle. Neveu par sa mère de Cyrille de Jérusalem, il succéda à Acace comme évêque de Césarée en 367, fut déposé et remplacé par l'arien Euzoïus quelques années plus tard, puis rétabli en 379 après l'avènement de l'empereur Théodose. Il prit part au concile de Constantinople de 381. Il serait mort peut-être avant l'été 395, en tout cas avant 400. Saint Jérôme, son contemporain, rapporte une rumeur selon laquelle il écrivait des textes d'un style très travaillé, mais ne les publiait pas. Des textes doctrinaux de lui sont cités par Théodoret de Cyr (dans les Dialogues), par Léonce de Byzance et dans la Doctrina Patrum (qui lui attribue une Exposition du Symbole de Nicée).

## Le problème de l'Histoire ecclésiastiquede Gélase de Césarée
Dans la Bibliothèque de Photius, trois codices (88, 89, 102) se réfèrent à « Gélase, évêque de Césarée », mais le patriarche avoue lui-même sa grande perplexité : il dit dans le codex 88 qu'il a trouvé trois « Gélase de Césarée » d'époques différentes. En fait, les textes dont il traite dans ce codex (un récit du premier concile de Nicée et une Vie de l'empereur Constantin : textes connus par ailleurs, qui constituent une compilation organisée en trois livres appelée Syntagma) sont d'un auteur de la fin du Ve siècle, natif de la ville de Cyzique, qu'on appelle « Gélase de Cyzique » d'après cette présentation confuse de Photius (mais rien ne dit en fait qu'il s'appelait Gélase). Le très bref codex 102 parle d'un Traité contre les anoméens, qui serait d'un « Gélase de Césarée » bien supérieur par le style aux deux autres. 
Le début du codex 89, dans la continuité du 88, est formulé de la manière suivante : « L'autre livre a le titre suivant : Prologue de (Gélase) évêque de Césarée de Palestine à ce qui vient après l'Histoire ecclésiastique d'Eusèbe de Pamphile, et il commence ainsi : "Les autres qui ont entrepris d'écrire, et su livrer à la mémoire des hommes, le récit des événements, etc.". Puis il dit qu'il est par sa mère le neveu de Cyrille de Jérusalem et que c'est ce dernier qui l'a incité à faire cet ouvrage [...] ». On comprend donc que Gélase de Césarée avait écrit une suite à l'Histoire ecclésiastique d'Eusèbe de Césarée (son prédécesseur sur son siège), à la demande de son oncle Cyrille de Jérusalem. La formulation de Photius (qui parle d'un prologue, sans donner en réalité un titre) indiquerait que l'ouvrage se présentait comme une simple suite, sans titre propre, avec seulement un paragraphe signalant le changement d'auteur. 
Dans la suite du codex 89, on lit la phrase suivante : « J'ai trouvé dans d'autres écrits que Cyrille lui-même et ce Gélase n'avaient pas composé une histoire particulière, mais traduit en grec celle de Rufin le Romain ». En dehors de Photius, Gélase est cité comme source dans des compilations d'histoire ecclésiastique présentes dans différents manuscrits byzantins, à partir desquels on peut reconstituer un Épitomé unique ; après les extraits venant d'Eusèbe, et avant ceux de Théodore le Lecteur, on a dans ces compilations des fragments introduits par la phrase suivante : « Cyrille, évêque de Jérusalem, était l'oncle maternel de Gélase de Césarée, et c'est lui, en mourant, qui obligea par écrit Gélase à entreprendre de raconter les événements postérieurs à Eusèbe et ceux qu'Eusèbe n'avait pas écrits ». Dans le Syntagma de l'auteur de Cyzique évoqué par le codex 88 de Photius, plusieurs fragments, les mêmes que dans l'Épitomé, sont attribués explicitement à « Rufin ou Gélase » comme s'il s'agissait de la même source. Certains de ces fragments se retrouvent aussi dans la Chronique de Théophane le Confesseur, dont un explicitement référé à « Gélase, évêque de Césarée ». En tout, jusqu'à 41 fragments de cette continuation d'Eusèbe par Gélase ont été répertoriés.
Quant au rapport de l'ouvrage de Gélase avec l'Histoire ecclésiastique de Rufin d'Aquilée, celui-ci n'a commencé sa traduction de celle d'Eusèbe qu'après 401, soit certainement après la mort de Gélase. L'idée, exprimée par Photius et apparemment déjà présente à l'esprit de l'auteur du Syntagma, que la continuation de Gélase était une traduction de celle de Rufin, paraît donc exclue. L'hypothèse inverse, sous sa forme extrême, est que les deux livres de Rufin qui forment sa continuation d'Eusèbe seraient « pour l'essentiel » une traduction ou adaptation en latin de celle de Gélase. Mais plusieurs témoins de l'Antiquité tardive, y compris grecs, présentent Rufin comme un historien original, servant de source. Plusieurs spécialistes récents ont remis radicalement en cause l'existence même de cette continuation d'Eusèbe par Gélase de Césarée, dont l'idée serait une construction fondée sur des témoignages tardifs et confus.  

## Édition
- CPG 3520-3521